# Carabane
Carabane (fr. Île de Carabane, także: Karabane) - wyspa o powierzchni 52 km² w południowym Senegalu, w estuarium rzeki Casamance. Na wyspie położona jest miejscowość Carabane - kurort wypoczynkowy. 
Carabane słynie z malowniczych krajobrazów - turystów przyciągają tu piaszczyste, tropikalne plaże.
Od początku czasów kolonialnych wyspa i położona na niej osada były ważnym posterunkiem handlowym u ujścia Casamance do Atlantyku. Do naszych czasów zachowały się z tamtego okresu w większości zrujnowane budynki, wznoszone dawniej przez francuskich kolonizatorów. Wciąż działa tu jednak stary, zabytkowy kościół.

## Galeria

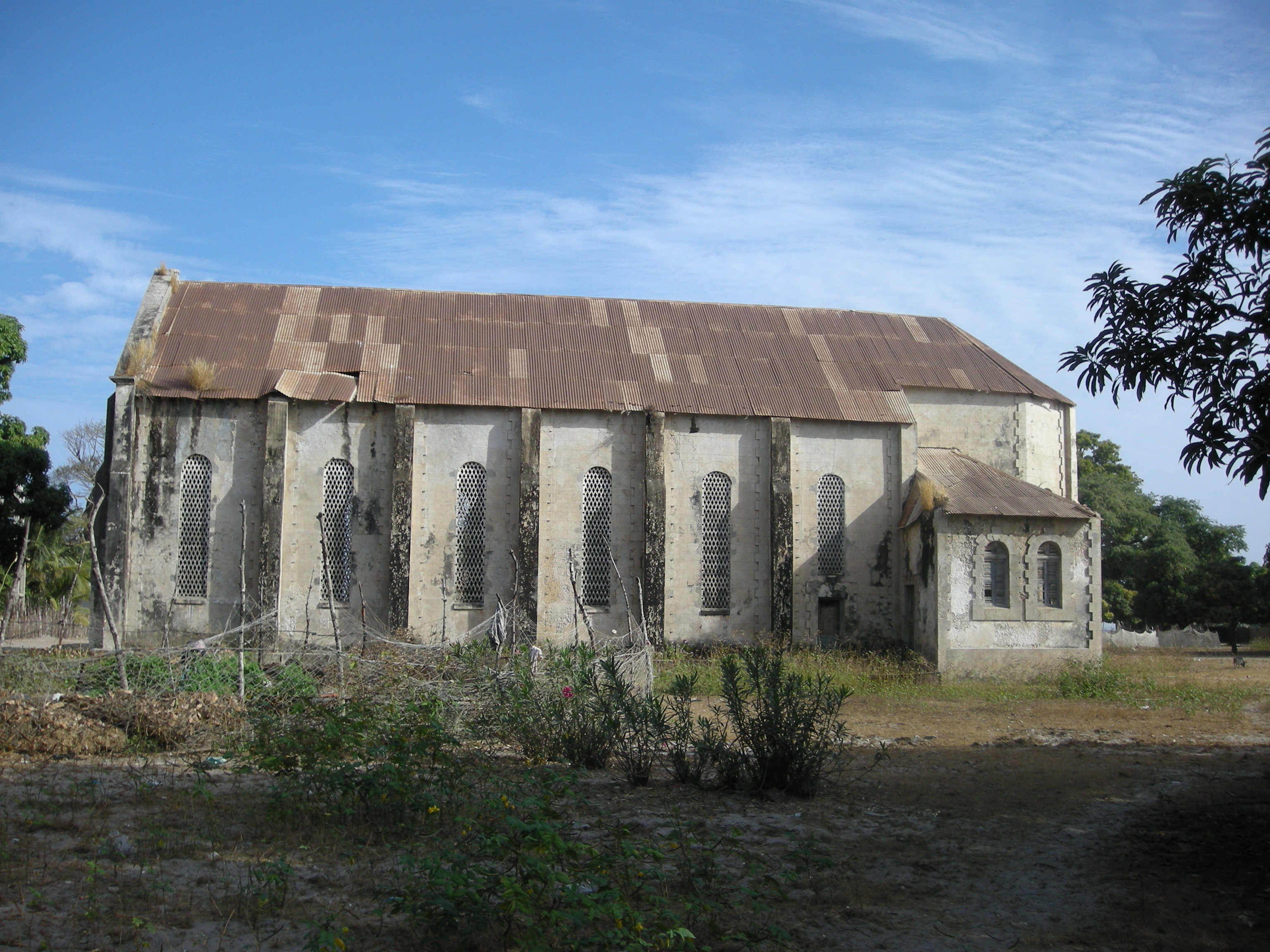
Kościół w Carabane
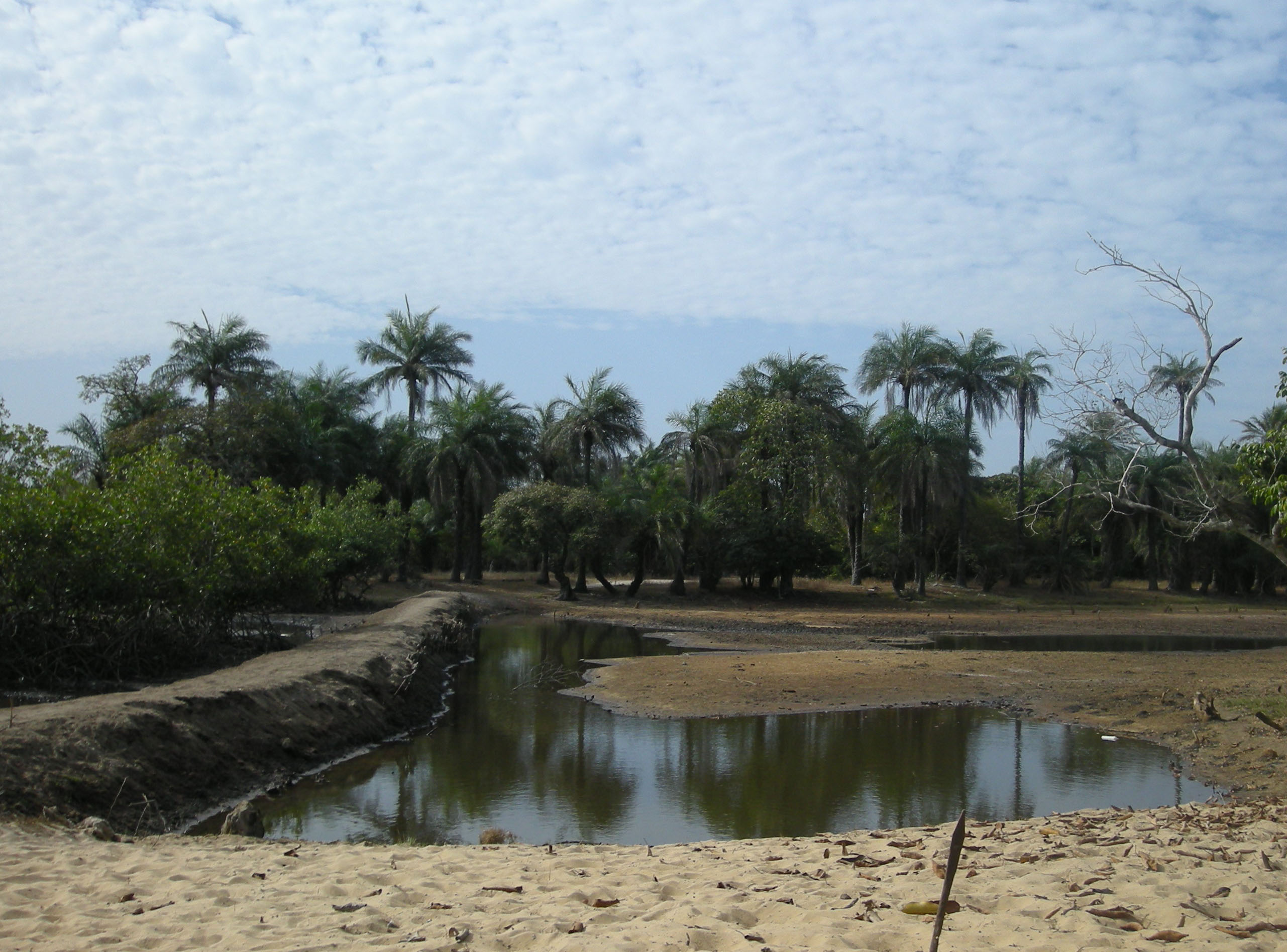
Staw na Carabane
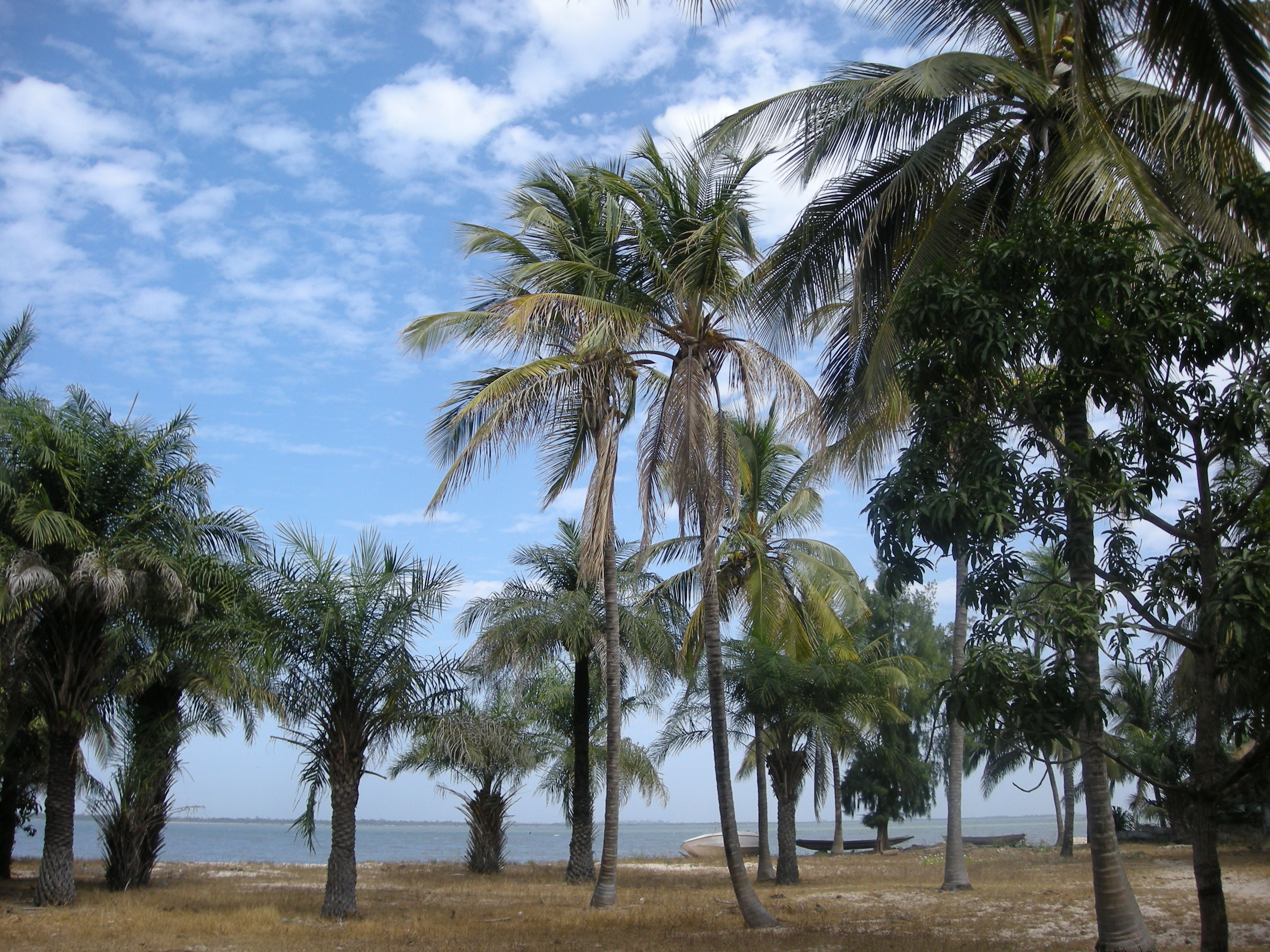
Palmy na Carabane
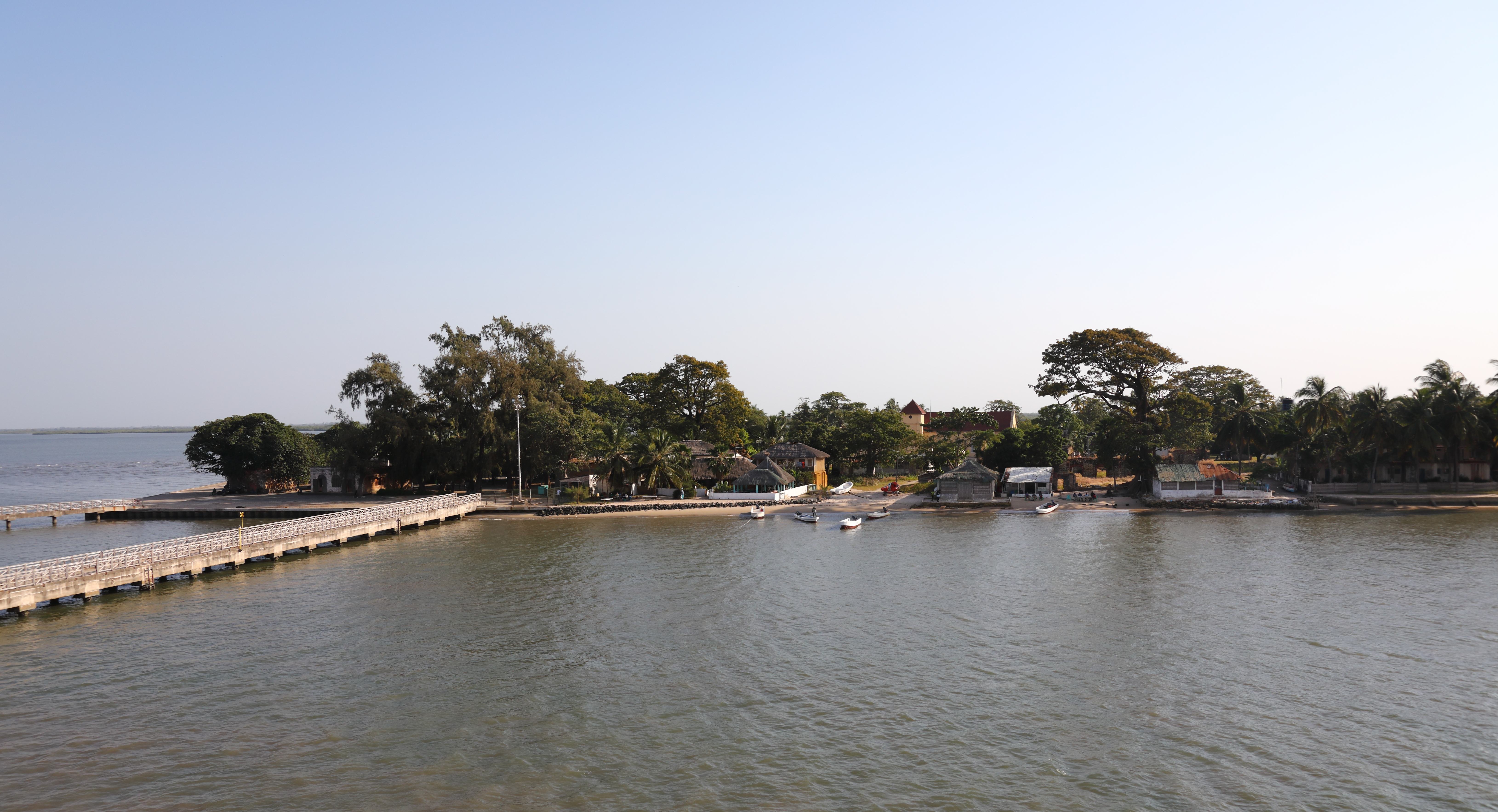